# Wort Gottes
Unter Wort Gottes versteht man eine von Gott den Menschen gegebene Offenbarung, insbesondere wenn diese in schriftlicher Form als Heilige Schrift vorliegt. Die Bezeichnung einer Schrift als Wort Gottes ist oft gleichbedeutend mit deren Inspiration bzw. Normativität, verbunden mit der Festlegung einer Schriftenfolge als „Kanon“ (Maßstab).
In der monotheistischen Tradition und Theologie ist das Wort Gottes wichtig. Dieser Artikel erläutert das Verständnis von „Wort Gottes“ aus theologischer Perspektive.

## Judentum
Im Judentum ist es vor allem die auf den Propheten Mose zurückgeführte Tora (dt. „Lehre, Unterweisung“), die als Weisung Gottes an sein Volk Israel angesehen wird, aber auch weitere Propheten wurden als Übermittler der Weisungen Gottes anerkannt. Darüber hinaus wird der Tanach, die jüdische Bibel, als vom ein-einen Gott Israels inspirierte Schriftwerk aufgefasst.
In den Philosophien des hellenistischen Judentum und besonders bei Philo von Alexandria wird das Wort Gottes mit dem aus der griechischen Philosophie stammenden Logos-Begriff verbunden und zu einer Vermittlung zwischen Gott und Welt gedacht, was das spätere Heidenchristentum und die späteren in griechischer Sprache verfassten Schriften des Neuen Testaments beeinflusste.

## Christentum
Im Christentum werden die Schriften des jüdischen Tanach – hier Altes oder Erstes Testament genannt – sowie die zum christlichen Neuen Testament gehörenden Schriften Wort Gottes oder Bibel genannt. Es handelt sich dabei um die "Selbstaussage Gottes im gesprochenen menschlichen Wort".
Darüber hinaus wird aber schon im Prolog des Johannesevangeliums der Begriff Wort (gr. Logos) auf Jesus Christus selbst bezogen, der als der Schöpfungsmittler fungiert und als fleischgewordenes Wort Gottes zugleich im Gottesverhältnis eines einzigen Sohnes zum Vater steht und im Auftrag dieses Vaters die Welt erlöst (1. Johannes 1 ), (1. Johannes 3,16 ), (Offenbarung 19,13 ).

### Katholisch
Im katholischen Verständnis besteht das Wort Gottes in schriftlicher Form in der Heiligen Schrift und in mündlicher Form in der Apostolischen Tradition. Dabei dient letztere als Richtschnur für die gültige Auslegung der Bibel. Praktisch geschieht dies in der Ausübung des kirchlichen Lehramtes. 2019 führte Papst Franziskus den Wort-Gottes-Sonntag am dritten Sonntag des Kirchenjahres ein.

### Evangelisch
Nach reformatorischer Auffassung ist das Wort Gottes nur in der Bibel zu finden (sola scriptura), deren Mitte Jesus Christus ist. Das Wort Gottes ist grundlegend für das reformatorische Kirchenverständnis. Denn diesem zufolge ist Kirche diejenige Gemeinschaft von Gläubigen, in der das Wort Gottes rein verkündet und die Sakramente ordentlich verwaltet werden. Als Gläubige gelten alle Menschen, die allein aus dem durch das Hören des Wortes Gottes geweckten Glauben (sola fide) an die Rechtfertigung allein in Jesus Christus (solus Christus) allein aus Gnade (sola gratia) vor Gott als Sünder gerechtfertigt sind (simul iustus et peccator). Dabei werden auch die Sakramente als eine anschauliche Form des Wortes Gottes verstanden, die ihre Wirkung allerdings nur in Verbindung mit dem dabei verkündeten Wort haben.
Gesetz und Evangelium: Besonders nach lutherischer Lehre wird das Wort Gottes unterschieden nach Gesetz und Evangelium. Dabei bedeutet Gesetz die Ansprache Gottes an den Menschen, die diesen mit seinem Sollen konfrontiert und ihn sich als Sünder erkennen lässt, der das von ihm Geforderte schlechterdings nicht zu erfüllen vermag. Auf diesem Hintergrund erscheint als Evangelium die zweite Ansprache an den Sünder, die ihn darauf verweist, dass in Jesus Christus alle Forderungen des Gesetzes schon erfüllt sind und dass ihm im Glauben dieses Heilswerk Jesu Christi zugerechnet wird, was ihn vor Gott als gerecht dastehen lässt (Evangelische Freiheit).
Karl Barth: In der dialektischen Theologie Karl Barths wird das Wort Gottes als die fundamental von der Welt und dem in ihr Erkennbaren verschiedene Offenbarung verstanden. Diese Offenbarung hat ihr Zentrum im Christusereignis, von dem aus sich alles andere herleitet. Daher ist für Barth allein Jesus Christus Wort Gottes im eigentlichen Sinne. In sekundärem Sinne ist die Bibel als Zeugnis von Christus ebenfalls Wort Gottes.
Analysen des Verhältnisses von „Bibel“ und „Wort Gottes“ stützen sich auf die Aussagen der Bibel und zeigen, dass der Begriff „Wort Gottes“ in der Bibel in dreifacher Weise vorkommt: Für prophetische Aussprüche, für die zentrale Heilsbotschaft (das „Evangelium“), besonders aber für Jesus Christus.

### Orthodox
Nach orthodoxem Verständnis ist das Wort Gottes nicht die Heilige Schrift, sondern die zweite Hypostase der allerheiligsten Dreieinigkeit und somit Jesus Christus selbst.

## Islam
Im Islam gilt der Koran (Qur’an) als „unerschaffenes Wort Gottes“, das dem Propheten Mohammed vom Erzengel Gabriel diktiert wurde.
Auch der Prophet Isa bin Maryam (Jesus, Sohn der Maria) trägt im Islam den Beinamen „Wort Gottes“ (Koran 4:171), womit seine Verkündigung des Evangeliums (Indschil) gemeint ist. Der Begriff Indschil taucht im Koran zwölfmal auf (3:3, 3:48, 3:65, 5:46, 5:47, 5:66, 5:68, 5:110, 7:157, 9:111, 48:29, 57:27).
Auch die Tora (Taurat) (5:110) gilt im Islam als Wort Gottes, ebenso das Buch der Psalmen (Zabur) (4:163; 17:55).
Freilich glauben die Muslime, dass nur der Koran das unverfälschte Wort Gottes darstellt, während die anderen heiligen Bücher nach Ableben der jeweiligen Propheten verfasst wurden. Im Islam wird daher an eine „echte“ Tora und ein „echtes“ Evangelium geglaubt, die verloren gegangen seien.

## Bahaitum
Bahāʾullāh, der Stifter des Bahaitums, hat umfangreiche Schriften hinterlassen, welche den Bahai als Wort Gottes gelten. Diese heiligen Schriften bestehen aus Büchern, Abhandlungen, Briefen, Gedichten und Gebeten. Auch die Schriften des Vorläufers Bab werden als das Wort Gottes gesehen. Bahāʾullāh beansprucht, jüngstes Glied in einer Kette der Gottesboten zu sein, und damit der in den früheren Religionen Verheißene. Außerdem erkennt er die ihm vorangegangenen Religionsstifter als Gottgesandte an. Somit gelten die heiligen Schriften der anderen Offenbarungsreligionen auch als Wort Gottes für die Bahai.